# Rob Fruithof
Rob Fruithof (Bussum, 4 oktober 1951 – Kaapstad, 25 augustus 2023) was een Nederlands acteur en presentator van amusementsprogramma's. Hij stond bij het grote publiek vooral bekend als presentator van de dierenkwis Waku Waku.

## Biografie
Hij studeerde aan de Toneelacademie in Maastricht. Na zijn afstuderen in 1975 kwam hij bij toneelgroep Theater in Arnhem.
Voordat hij in 1988 de rol van televisiepresentator op zich nam, speelde hij in verschillende toneelstukken, zoals in Tafel van Tien van Alan Ayckbourn en Gedeelde liefde, halve liefde met André van den Heuvel en Kitty Janssenen wist hij Willeke van Ammelrooy te strikken voor het stuk Hello and Goodbye van Athol Fugard. Ook had hij bijrolletjes in televisieseries als Nieuwe Buren en Dagboek van een herdershond. In de TROS-serie Lessen in liefde bemachtigde hij de hoofdrol. Fruithof speelde in verschillende hoorspelen.
Bekender werd hij als presentator van het KRO-programma Waku Waku, een spelprogramma over dieren met bekende Nederlanders. Hij presenteerde de show van 1988 tot 1996, het jaar waarin hij de overstap maakte van de KRO naar de TROS. Het dierenprogramma zou in Nederland de rest van zijn leven sterk met hem geassocieerd blijven. In 2011 presenteerde Fruithof een eenmalig vervolg; deze keer niet als televisieprogramma, maar als een campagne van Eneco en het Wereld Natuurfonds. Naast Waku Waku presenteerde Fruithof verder onder meer het programma Made in Holland (KRO, 1993), Te land, ter zee en in de lucht (TROS, 1997) en Watte?, een TROS-kwis over dialecten.
Naast zijn televisiewerk bleef Fruithof acteren. Zo stond hij in 1990 met zijn toenmalige vriendin Janke Dekker op de planken in de musical Up on the Roof en sprak hij in 1992 de stem in van Het beest voor de Nederlandstalige versie van de Disneyfilm Belle en het Beest. Fruithof speelde ook in een paar afleveringen de rol van Raymond de Haas in de televisieserie Westenwind. Hij was verder een bekende stem in talloze radio- en televisiespotjes, bijvoorbeeld voor OHRA, Tefal en Bolletje. Tussen 2003 en 2004 was hij te zien als Kees de Boei in de Yorin-soap Onderweg naar Morgen.
In 2004 verhuisde hij met zijn gezin naar Zuid-Afrika. Sindsdien leefde hij van opbrengsten uit investeringen en van acteerwerk dat zich van tijd tot tijd aandiende. Zo was hij onder meer te zien in de Zuid-Afrikaans/Amerikaanse film Sniper: Reloaded uit 2011 als een Belgische plantage-eigenaar genaamd Jean Van Brunt en speelde hij een kapitein van een slavenschip in de eerste aflevering van het derde seizoen van de Amerikaanse televisieserie Black Sails.
Fruithof overleed in Kaapstad, Zuid-Afrika op 71-jarige leeftijd aan de gevolgen van kanker.

## Privé
Fruithof was tot 1991 de partner van Janke Dekker. Daarna kreeg hij met zijn toenmalige partner een zoon. Hij woonde vanaf 2005 in Kaapstad bij vrienden in een bed and breakfast. Hij besloot om echt te gaan wonen in het land en vestigde zich in Bloubergstrand.

## Trivia
- Fruithof presenteerde onder andere het interne KLM-Cabinejournaal en speelde in een reclame voor Bosch-koelkasten.[bron?]
- In Zuid-Afrika speelde Fruithof regelmatig in commercials en deed divers acteerwerk.[16]